# Heliophanus kashmiricus
Heliophanus kashmiricus este o specie de păianjeni din genul Heliophanus, familia Salticidae, descrisă de Caporiacco, 1935. Conform Catalogue of Life specia Heliophanus kashmiricus nu are subspecii cunoscute.